# Montserrat Vila i Frigola
Montserrat Vila i Frigola és una periodista catalana, coneguda per ser la corresponsal de TV3 al País Basc. L'any 1983 s'incorporà, per concurs d'oposició, a la plantilla de TV3 a Barcelona, abans que comencessin les emissions regulars d'aquesta cadena. Inicialment, formà part de la secció de política i, a partir del segon any, a la d'economia. Va ostentar el càrrec de delegada al País Basc des de 1986 fins al 2013, quan la CCMA va decidir tancar la delegació a causa del context pressupostari de la Generalitat de Catalunya. Des de Bilbao aquesta delegació cobria els esdeveniments que succeïen a Euskadi (els primers anys en plena activitat d'ETA) i també a Navarra, al País Basc francès, Cantàbria i Burgos.
Es va jubilar a la cadena pública catalana el 30 de desembre del 2022. Va decidir jubilar-se al País Basc, a 65 anys. Dins de TV3, tenia la funció de ser redactora, però també feia de productora i corresponsal. En el moment de la jubilació, diferents companys de professió i el Sindicat de Periodistes van dedicar-li paraules d'agraïment a les xarxes socials i als mitjans.